# Ronde van Belvedere
De Ronde van Belvedere is een eendaagse wielerwedstrijd die jaarlijks wordt georganiseerd in de Italiaanse provincie Treviso met  Villa di Villa in de gemeente Cordignano als start- en finisgplaats. Van 1923-1962 werd de koers in de herfst verreden, vanaf 1963 in de lente en kreeg daarbij vanaf 1966 de paasmaandag als vaste koersdag. De wedstrijd is sinds 2008 voorbehouden voor beloften (renners jonger dan 23 jaar) en maakt sinds 2005 deel uit van de UCI Europe Tour, van 2005-2007 in de categorie 1.2, vanaf 2008 als 1.2U-wedstrijd.
Wielrenners die als belofte de koers op hun naam schreven en later als prof een succesvolle carrière zouden hebben zijn onder meer Vito Favero, Maurizio Fondriest, Ivan Gotti, Giampaolo Caruso, Jaroslav Popovytsj, Sacha Modolo en Stefan Küng.